# Боец из Шантуна
«Боец из Шантуна» (кит. 馬永貞 — Ма Юнчжэнь) — гонконгский фильм режиссёров Чжан Чэ и Пао Сюэли, вышедший в 1972 году. Фильм-продолжение — «Человек из железа».

## Сюжет
Ма и его друг Сяо — обычные рабочие до тех пор, пока они не встречают одного влиятельного босса в Шанхае Тань Сы. Постепенно Ма также становится влиятельным человеком среди бандитов, показывая свою силу другим. После победы над русским силачом, Ма покупает себе карету и балуется мундштуком, взяв пример с Тань Сы. Тем не менее, он не забывает о своём скромном прошлом и о том, что для многих жизнь трудна в Шанхае. Он разделяет свою удачу со старыми друзьями, а когда они помогают ему во всяких преступных делах, учит их, что нельзя вымогать деньги у тех, кто не может платить вовремя. Между тем, один криминальный босс, конкурент Тань Сы, Ян Шуан, желает убрать Ма Юнчжэня, поскольку тот отбирает у него территорию. Но сначала Ян Шуан расправляется с Тань Сы. Ма находит Тань Сы мёртвым и, поскольку считает его другом, хочет отомстить банде Ян Шуана. Босс назначает Ма встречу в чайном доме, желая устроить ему засаду, а потом убить. Попытка устроить засаду оборачивается удачей, поскольку Ма получает серьёзное ранение. Но, тем не менее, это не мешает ему драться против целой толпы с ножами и топорами. На помощь Ма приходят его люди.

## В ролях
- Чэнь Гуаньтай — Ма Юнчжэнь
- Цзин Ли[кит.] — Цзинь Линцзы
- Дэвид Цзян — босс Тань Сы
- Тхинь Чхин — Ли Цайчунь
- Ку Фэн — Чжан Цзиньфа
- Цзян Нань[кит.] — босс Ян Шуан
- Фэн И — Фань Агэнь
- Марио Милано — русский силач
- Чен Хонъип — Сяо Цзянбэй
- Вон Чхин[кит.] — Лу Пу
- Чэнь Хао — дядя Цзинь Линцзы
- Лён Сёнвань — один из людей Юнчжэня
- Брюс Тхон — один из людей Юнчжэня
- Сам Лоу — владелец чайного дома
- Ли Вэньтай — хозяин гостиницы
- Лу Вэй — создатель лошадиной повозки
- Вон Чун[кит.] — один из людей Сы
- Ван Гуанъюй — один из людей Сы